# Liste des arrondissements du Loiret

Les trois arrondissements actuels du département du Loiret

Le département du Loiret comprend trois arrondissements.

## Composition
| Nom                          | Code Insee | Superficie (km2) | Population (dernière pop. légale) | Densité (hab./km2) | Modifier             |
| ---------------------------- | ---------- | ---------------- | --------------------------------- | ------------------ | -------------------- |
| Arrondissement d'Orléans     | 452        | 2 925,40         | 455 459 (2022)                    | 156                | modifier les données |
| Arrondissement de Montargis  | 451        | 2 657,20         | 168 964 (2022)                    | 64                 | modifier les données |
| Arrondissement de Pithiviers | 453        | 1 192,70         | 62 640 (2022)                     | 53                 | modifier les données |
| Loiret                       | 45         | 6 775,00         | 687 063 (2022)                    | 101                | modifier les données |

## Histoire
La création du département du Loiret intervient en 1790, il est alors constitué de sept districts : Beaugency, Boiscommun, Gien, Montargis, Neuville, Orléans et Pithiviers.
Les arrondissements sont créés en 1800, ils sont alors au nombre de quatre : Gien, Montargis, Orléans et Pithiviers.
Les arrondissements de Gien et de Pithiviers sont supprimés en 1926, réduisant le nombre d'arrondissements à deux, leurs cantons sont répartis dans les arrondissements qui subsistent.
Un nouveau découpage intervient en 1942, il rétablit l'ancien arrondissement de Pithiviers tel qu'il existait avant 1926 mais maintient la suppression de l'arrondissement de Gien, le département compte désormais trois arrondissements.
Le Loiret est donc découpé en trois arrondissements depuis 1942 : l'arrondissement de Montargis, celui d'Orléans et celui de Pithiviers.